# Tinagma columbella
Tinagma columbella is een vlinder uit de familie lepelmotten (Douglasiidae). De wetenschappelijke naam is voor het eerst geldig gepubliceerd in 1880 door Staudinger.
De soort komt voor in Europa.